# ريومور - سيفاستوبول (مترو باريس)
ريومور - سيفاستوبول (بالفرنسية: Réaumur – Sébastopol)‏ هي محطة مترو تابعة لمترو باريس تقع في فرنسا في 2nd arrondissement of Paris.[بحاجة لمصدر]